# مستشفى جامعة ميلتون كينز

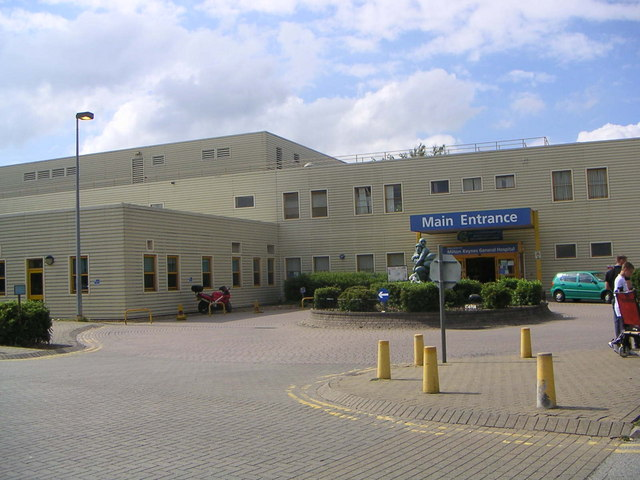
المدخل الرئيسي السابق

مستشفى جامعة ميلتون كينز مستشفى عام يخدم منطقة ميلتون كينز والمنطقة المحيطة بشمال مقاطعة باكينغهامشير، وجنوب مقاطعة نورثامبتونشير وشمال غرب مقاطعة بيدفوردشير بسعة سريرية تصل 500 سرير. يقع المستشفى في حي ووتون، تم افتتاحه عام 1984. يدار المستشفى بواسطة جامعة ميلتون كينز التي تتبع هيئة الخدمات الصحية الوطنية (NHS). مع النمو الإضافي المتوقع لميلتون كينز وعدد سكانها، يتوقع المستشفى توسيع خدماته على مدار العشرين عامًا القادمة. يقع المستشفى داخل منطقة كانت تدار من هيئة الصحة الاستراتيجية الوطنية (SHA) جنوب وسط البلاد.

## الأداء

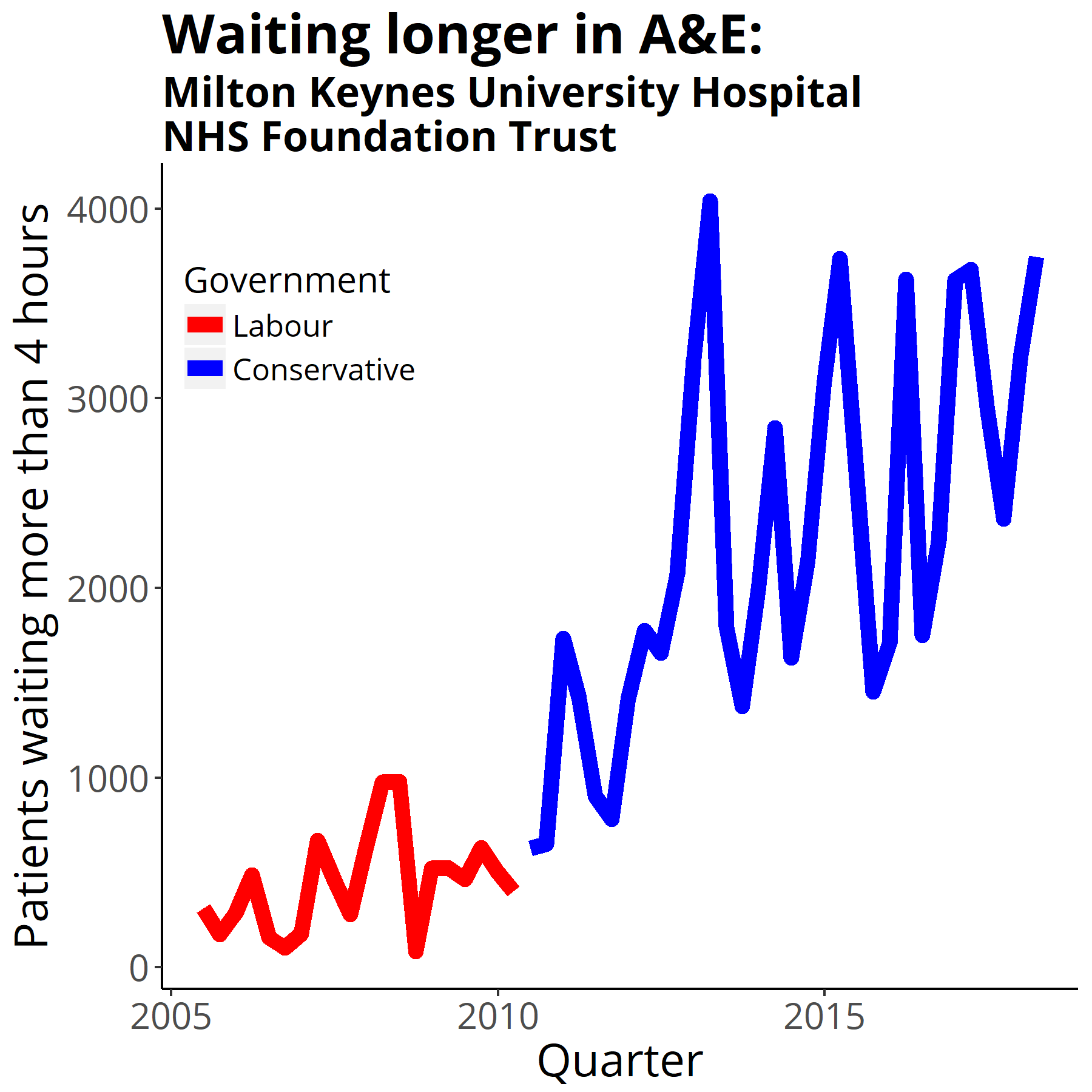
الانتظار في قسم الطوارئ، الأرقام الفصلية من (هيئة الخدمات الصحية الوطنية)، إنجلترا.